# Macromitrium carinatum
Macromitrium carinatum är en bladmossart som beskrevs av Mitten 1882. Macromitrium carinatum ingår i släktet Macromitrium och familjen Orthotrichaceae. Inga underarter finns listade i Catalogue of Life.